# Зыков, Сергей Александрович
Сергей Александрович Зыков (1907—1974) — советский сурдопедагог, доктор педагогических наук, профессор. Заслуженный учитель РСФСР (1960 г.). Создатель системы обучения глухих детей языку, с введением в учебный процесс предметно-практического обучения.

## Биография
Сергей Александрович Зыков окончил школу II ступени в г. Твери. Прошёл педагогическую практику и в возрасте 18 лет был назначен учителем и заведующим Поддубьевской школы.

С тех пор занимался просвещением (народным образованием).

С началом ВОВ пошёл добровольцем в Народное ополчение, в течение года был рядовым пулемётчиком, минометчиком, участвовал в боях за Москву. Отучился в артиллерийском училище и вернулся на фронт командиром взвода топографической разведки; впоследствии был назначен начальником штаба артиллерийского дивизиона. В феврале 1946 г. был демобилизован. За участие в военных действиях С. А. Зыков был награждён двумя орденами и двумя медалями.

C марте 1946 г. С. А. Зыков начал работать в Институт дефектологии АПН РСФСР, где был научным сотрудником, ученым секретарем, а с 1948 года возглавлял сектор обучения и воспитания глухих детей.
Более 20 лет С. А. Зыков был членом дефектологической секции УМСа, членом редколлегии «Жизнь глухих», членом экспертной комиссии по педагогическим наукам ВАКа.

Работал в НИИ дефектологии АПН СССР, занимался обучением и воспитанием глухих детей (с 1948 по 1974 гг.); 
под руководством C.А. Зыкова и при его непосредственном участии проводились исследования по различным проблемам сурдопедагогики, актуальным для соответствующих периодов развития школы для глухих детей.
В 1954 году выходит работа С. А. Зыкова «Методы учебно-воспитательной работы на уроке в школе глухонемых», которая явилась главой пособия «Урок в школе глухонемых».

В 1961 году С. А. Зыков опубликовал монографию «Обучение глухих детей языку по принципу формирования речевого общения».

Разработанная им система обучения языку быстро распространялась по стране и за рубежом (особенно в соцстранах).

На основе исследований С. А. Зыкова и его сотрудников, были разработаны новые программы и методические пособия; написан новый «Букварь», учебники.

Методические руководство «Обучение глухих детей языку», изданное в 1959 году, раскрыло всю работу в приготовительном классе по обучению дактильной, устной речи, обучению грамоте и долгие годы оставалось настольной книгой учителя и воспитателя.
Ряд его научных работ был опубликован только после его смерти.

## Публикации[2]
1. Архив.
2. Автобиография // Архив С. А. Зыкова, 1925.
3. Методика первоначального обучения глухонемых детей русскому языку. М.: Учпедгиз, 1940. С. 75.
4. Ответ на рецензии // Архив С. А. Зыкова, 1940.
5. Состояние и задачи учебно-воспитательной работы школ для глухонемых детей // Учебно-воспитательная работа в школах для глухонемых и вспомогательных школах. Бюллетень 11-12. М.: Наркомпрос РСФСР, 1940 . С. 5-17.
6. Обучение глухонемых детей грамоте. М.-Л., 1947. С. 160.
7. Состояние знаний и навыков по русскому языку у учащихся приготовительного класса школы глухонемых детей // Учебно-воспитательная работа в специальных школах. М.: Учпедгиз, 1948. Вып. III—IV. С. 3-28.
8. О повышении качества работы по обучению глухонемых детей русскому языку // Учебно-воспитательная работа в специальных школах. М.: Учпедгиз, 1951. Вып. I—II. С. 3-29.
9. Методы учебно-воспитательной работы на уроке в школе глухонемых // Урок в школе глухонемых. М.: Учпедгиз, 1954 . С. 53-76.
10. Проблема формирования у глухонемых детей речи как средства общения // Учебно-воспитательная работа в специальных школах. М.: Учпедгиз, 1955. Вып. III. С. 23-38.
11. Обучение глухих детей языку по принципу формирования речевого общения. М, 1961. С. 360.
12. К характеристике методов исследования по проблемам сурдопедагогики // Материалы к семинару по методике сурдопедагогических исследований. Киев, 1968. С. 7-10.
13. Развитие глухих детей — важнейшая проблема советской сурдопедагогики настоящего времени // Тезисы докладов. Шестая научная сессия дефектологии. М., 1971. С. 197—199.
14. Проблемы советской сурдопедагогики // Вопросы сурдопедагогики. Уч. записки МГПИ. М., 1972. С. 3-21.
15. Использование предметно-практической деятельности в обучении глухих школьников / Под ред. С. А. Зыкова. М.: Педагогика, 1976. С. 144.
16. Методика обучения глухих детей языку. М.: Просвещение, 1977. С. 200.

## Награды
- Два ордена[какие?]
- Две медали[какие?]
- Премия АПН РСФСР за работы по первоначальному обучению глухих детей языку (1953 г.),
- первая премия К. Д. Ушинского за книгу «Обучение глухих детей языку по принципу формирования речевого общения» (1962 г.),
- медаль К. Д. Ушинского (1957 г.) за монографию «Обучение глухонемых детей грамоте»,
- звание Заслуженный учитель школы РСФСР (за заслуги в народном образовании, 1960 г.).